# Politique étrangère de l'Afghanistan
La politique étrangère de l'Afghanistan regroupe l'ensemble des relations diplomatiques entretenues par l'émirat islamique d'Afghanistan depuis sa proclamation en 2021. Complètement enclavé et sans accès à la mer, l'Afghanistan a six voisins asiatiques frontaliers : le Pakistan (2 430 km de frontière), le Tadjikistan (1 206 km), l'Iran (936 km), le Turkménistan (744 km), l'Ouzbékistan (137 km), et la Chine (76 km). L'Afghanistan est membre de l'Organisation de la coopération islamique.  
L'Afghanistan a fortement réduit ses relations diplomatiques avec l'étranger depuis la prise de pouvoir par les talibans en août 2021, aucun autre pays du monde ne reconnaissant leur gouvernement. Ce dernier a toutefois un ministre des Affaires étrangères, Amir Khan Muttaqi (en). Mais les enjeux sécuritaires comme la lutte contre la diffusion du terrorisme (notamment  l'organisation État islamique) et contre le commerce de stupéfiants, ainsi ses importantes ressources naturelles minières, poussent de plus en plus de pays à adopte rune position réaliste et opérer un rapprochement prudent avec l'émirat. 
En août 2024, trois ans après le retour des talibans au pouvoir, les ambassades occidentales restent fermées, mais la Chine, la Russie, l’Iran, le Pakistan et les républiques frontalières d’Asie centrale, sauf le Tadjikistan ont noué des relations diplomatiques avec Kaboul. L'Assemblée générale de l'ONU reste cependant fermée à l’Afghanistan. 
Le 4 juillet 2025, la Russie devient le premier pays à reconnaître officiellement le gouvernement taliban. 

## Chronologie des relations
En 2022, Kaboul et Washington rompent le dialogue diplomatique après l’annonce, par les islamistes afghans, de nouvelles mesures excluant les femmes de l’espace public et de l’accès au savoir. Mais les deux États renouent le contact en juillet 2023 lors d'une rencontre à Doha, avant tout pour des raisons de sécurité régionale et internationale. Côté taliban, ces derniers ont réclamé la levée des restrictions et des sanctions bancaires qui visent durement le pays
En décembre 2023, la Chine est le premier pays à nommer un ambassadeur à Kaboul (Zhao Xing), sans pour autant reconnaître le gouvernement des talibans. En Europe, une douzaine d'ambassades afghanes sont toujours dirigées par des diplomates affiliés à l'ancien gouvernement du président déchu, Ashraf Ghani, soutenu par l'Occident, désormais opposants au régime taliban.
En juin 2024, la réintégration du régime des talibans est envisagée à l'ONU par une coalition de vingt-cinq pays, qui organisent une nouvelle rencontre à Doha avec des responsables du régime islamiste afghan en espérant « acter l’ouverture d’une nouvelle ère de coopération ». Les enjeux sécuritaires, notamment la lutte contre le commerce international de stupéfiants et contre l'organisation État islamique, ennemie commune des puissances occidentales, arabes, chiites et du régime des talibans, est de nouveau une motivation centrale à cette nouvelle tentative de rapprochement. Le puissant porte-parole du gouvernement taliban Zabihullah Mujahid à la tête de la délégation afghane au Qatar se félicite de la sortie de l’isolement de Kaboul, et se déclare favorable à d’autres rencontres avec des homologues étrangers à condition que la situation sociale afghane, principalement l'asservissement des femmes, soit acceptée. Bien que le gouvernement des talibans rejette les accusations de totalitarisme, aucune opposition politique n’est visible ni audible sans élections, partis politiques, ni presse libre, tandis que les talibans assument une oppression croissante des femmes qu'ils justifient comme une « affaire sociale interne ».
Parallèlement, toujours en juin 2024, l’Afghanistan entame la construction de voies ferrées vers l’Asie du Sud, en commençant par la remise en service d'un tronçon de 75 kilomètres entre la ville de Mazâr-e Charîf au nord de l’Afghanistan, et la ville de Hairatan (en), à la frontière avec l’Ouzbékistan. Cette liaison ferroviaire s'appuyant sur le « pont de l'Amitié Afghanistan-Ouzbékistan » pourrait offrir au pays un débouché, via l’Iran, sur la Turquie et l’Europe, et le sortir de son isolement géographique. Néanmoins, la non-reconnaissance du régime des talibans par la quasi-totalité des pays du monde rend impossible le recours à des financements des grandes banques multilatérales de développement, ce qui limite fortement l'ambition de ce projet. 
Le 23 août 2024, les Émirats arabes unis acceptent l'installation d'un ambassadeur du gouvernement taliban dans leur capitale, devenant officiellement le deuxième pays après la Chine à établir des relations diplomatiques avec l'Émirat islamique d'Afghanistan.

## Relations avec les pays d'Asie et du Moyen-Orient

### Relations avec les Émirats arabes unis
Le 23 août 2024, les Émirats arabes unis acceptent l'installation d'un ambassadeur du gouvernement taliban dans leur capitale, devenant officiellement le deuxième pays après la Chine à établir des relations diplomatiques avec l'Émirat islamique d'Afghanistan. À noter que les Émirats arabes unis sont l'un des trois pays, avec le Pakistan et l'Arabie saoudite, à avoir reconnu l'ancien gouvernement taliban en place en Afghanistan de 1996 à 2001.

### Relations avec l'Arabie saoudite
En décembre 2024, l'Arabie saoudite annonce la remise en service de son ambassade à Kaboul. Mais ces relations diplomatiques sont décrites par Riyad comme incomparables avec celles nouées entre le royaume et les talibans afghans entre 1996 et 2001. À l'époque, l’exportation du wahhabisme était au cœur de la diplomatie saoudienne, ce dont résultaient des affinités avec l'Émirat islamique. Alors que le pays tente vingt ans plus tard de diversifier son économie en y intégrant du divertissement et des événements sportifs, avec comme priorité de sécuriser son territoire pour assurer le bon fonctionnement de ces projets. Dès lors, Riyad chercherait, à l'instar des pays occidentaux, à nouer une coopération minimale avec Kaboul à des fins essentiellement sécuritaires. En outre, le royaume pourrait chercher bénéficier d'un éventuel redémarrage de l'économie de l'Afghanistan dont le sol est riche en ressources naturelles, en faisant partie des premiers pays étrangers à y investir.

### Relations avec les Maldives
En novembre 2024, les autorités des îles Maldives annoncent le rappel de leur ambassadeur au Pakistan Mohamed Thoha après sa rencontre non autorisée avec un représentant du gouvernement des Talibans afghans, Sadar Ahmad Shakeeb. Les Maldives, la petite république islamique d'Asie du Sud, ne reconnaissent pas l'autorité des Talibans mais celle du gouvernement représentant l'Afghanistan auprès de l'ONU. Le gouvernement des talibans ne reconnaît plus que cinq missions en Europe : Prague, La Haye, Madrid, Sofia et le consulat de Munich).

## Relations avec les pays européens et occidentaux
Pendant les trois années qui suivent la prise de pouvoir des talibans en 2021, plusieurs pays d'Europe comme le Royaume-Uni, l'Allemagne et la Norvège, refusant de reconnaitre le nouveau gouvernement afghan, continuent de travailler maintiennent dans leurs capitales des ambassades de « l'ancien régime ». En septembre 2024, toutefois, le Royaume-Uni et la Norvège répondent favorablement à une demande des talibans fermer ces ambassades, après que ces derniers déclarent « ne plus endosser la responsabilité » des documents émis par ces dernières comme les passeports et les visas. D'autre pays européens décident d'ignorer cette demande et de maintenir ces ambassades en activité.

### Relations avec les États-Unis
En août 2021, après vingt ans de conflit, les troupes américaines en guerre contre les talibans depuis les attentats du 11 septembre 2001 à New-York évacuent l'Afghanistan et laissent les talibans en reprendre le contrôle. Des contacts entre représentants américains et talibans avaient été noué en amont pour organiser ce retrait acté dans les accords de Doha de février 2020. 
Un an après le retrait américain d'Afghanistan, l'armée américaine mène une frappe aérienne ciblée à Kaboul tuant le terroriste islamiste égyptien et chef d'Al-Qaïda Ayman al-Zawahiri, qui avait profité du retour des talibans au pouvoir pour s'installer dans la capitale afghane. Les talibans condamnent cette frappe en dénonçant une violation des principes internationaux et des accords de Doha, accusation que le gouvernement américain retourne à ces derniers puisque cet accord les engageait à ne plus accueillir Al-Qaïda sur leur sol.
Depuis lors, tandis que le gouvernement américain ne reconnait toujours pas son homologue afghan, Washington lui accorde d'importantes aides financières de plusieurs milliards de dollars d'aide humanitaire et au développement. De fait, selon Le Monde, « Les talibans vivent donc sous perfusion de leur meilleur ennemi et ne peuvent s’en passer. ». Selon un diplomate américain, cette aide n'est pas qu'humanitaire, c'est aussi « un ticket d’entrée pour garder un œil sur la sécurité de cette région et pour qu’elle ne redevienne pas un sanctuaire terroriste ».

### Relations avec le Royaume-Uni
En septembre 2024, Londres ferme l'ambassade d'Afghanistan et somme le personnel diplomatique de demander l'asile au Royaume-Uni ou rentrer à Kaboul. Cette position est considérée par certains analystes comme surprenante venant du deuxième plus gros contingent de la coalition de l’OTAN qui avait chassé les talibans du pouvoir fin 2001 : en 20 ans, les Britanniques ont perdu 457 soldats en Afghanistan. 

### Relations avec l'Allemagne
Plus de 500.000 émigrés afghans vivent en Allemagne. En juillet 2025, le ministre de l'Intérieur allemand Alexander Dobrindt se déclare prêt à négocier directement avec les autorités talibanes au pouvoir en Afghanistan pour faciliter l'expulsion de délinquants afghans d'Allemagne. Jusqu'alors, c'est par l'intermédiaire du Qatar que les gouvernements des deux pays, qui n'ont pas de relations diplomatiques, échangent.

### Relations avec la Russie
En guerre contre le groupe État islamique et opposés à Washington sur la scène internationale, les gouvernements russe et taliban sont des alliés objectifs. L'Afghanistan se situe dans ce que Moscou considère comme sa sphère d’influence historique, en Asie centrale, ce qui légitimerait l'établissement de relations diplomatiques russo-afghanes. Les talibans, de leur côté, ont tout intérêt à normaliser leurs relations avec la Russie afin d'être reconnu par un deuxième pays membre permanent du conseil de sécurité de l'ONU après la Chine.
En mars 2024, après l'attentat du Crocus City Hall à Moscou revendiqué par l'État islamique, le gouvernement russe, actant que les talibans afghans combattent la même organisation terroriste sur leur sol, envisage de les retirer de sa liste de « terroristes ». En juillet, le chargé d'Affaires russe en Afghanistan Dmitri Jirnov déclare : « Les talibans sont certainement nos alliés dans la lutte antiterroriste. Ils travaillent à l'élimination des cellules terroristes. ».
Le 4 juillet 2025, la Russie reconnaît officiellement le régime taliban, devenant ainsi le premier pays à le reconnaître.

## Relations avec l'Amérique du Sud

### Relations avec le Nicaragua
Le Nicaragua nomme un ambassadeur non-résident en Afghanistan en juin 2024.